# Lettres de Paston

Les Lettres des Paston sont des lettres envoyées entre 1422 et 1509 entre les membres de la famille Paston, une famille anglaise issue de la noblesse provenant du Norfolk et du Suffolk.

## Les lettres de Paston

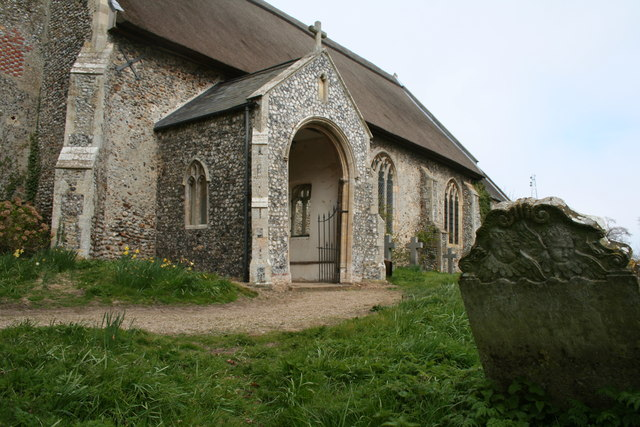
La tombe de la famille Paston situé à Paston en Norfolk

Ces lettres constituent une banque d’information importante durant le XVe siècle car en Angleterre, sous le règne d'Édouard IV, il n'existe presque aucun livre publié en latin ou en anglais. Le fait qu'il y ait un manque de littérature durant cette période provoque une rupture dans les connaissances historiques en Angleterre. Les historiens se pencheront sur ces lettres pour comprendre le fonctionnement social de cette période.

## L'histoire des Paston
Avant de devenir des membres de la petite bourgeoisie, les Paston sont des paysans. Clement Paston, qu’on surnomme aussi le père de la justice, accordait beaucoup d'importance à l’éducation et tout au long de sa vie il emprunta de l’argent afin de donner une bonne éducation à son fils, qu'il envoya à Londres pour qu’il étudie le droit. William Paston, fils de Clement Paston, devint juge. Sa profession lui permit d’acheter la majeure partie de la ville qu’il utilisera comme résidence pour sa famille. Faisant partie de la bourgeoisie, William Paston organise le mariage de son fils John Paston avec Margaret, héritière de Mauteby, un village de Norfolk. La correspondance  entre les membres de la famille Paston fut importante après le mariage de John et Margaret.

## L'intérêt général du travail éditorial des lettres de Paston
Lorsque les lettres de Paston deviennent publiques John Fenn, un éditeur, dédie son travail au roi en se présentant comme expert en connaissances antiques. Il publie deux premiers volumes en 1787 qui ne contiennent qu'une petite partie des lettres des Paston mais continue son travail d’édition et publie deux autres volumes en 1789. Son travail ne s’achèvera qu'à sa mort en 1794. Il laisse de côté son dernier volume, publié par son neveu William Frere en 1823. James Gairdner, historien britannique, a continué le travail de John Fenn en publiant une édition des lettres de Paston en six volumes. Son travail fait ressortir plus de documents et de lettres que Fenn n'en avait jamais publié avant la fin des années 1800. L'éditeur le plus récent des lettres de Paston est Norman Davis, qui publie en 1958 The Paston Letters: A Selection in modern spelling. Ce livre est la continuité du travail de recouvrement des lettres de Paston auquel John Fenn et James Gairdner ont contribué.

## Le manuscrit

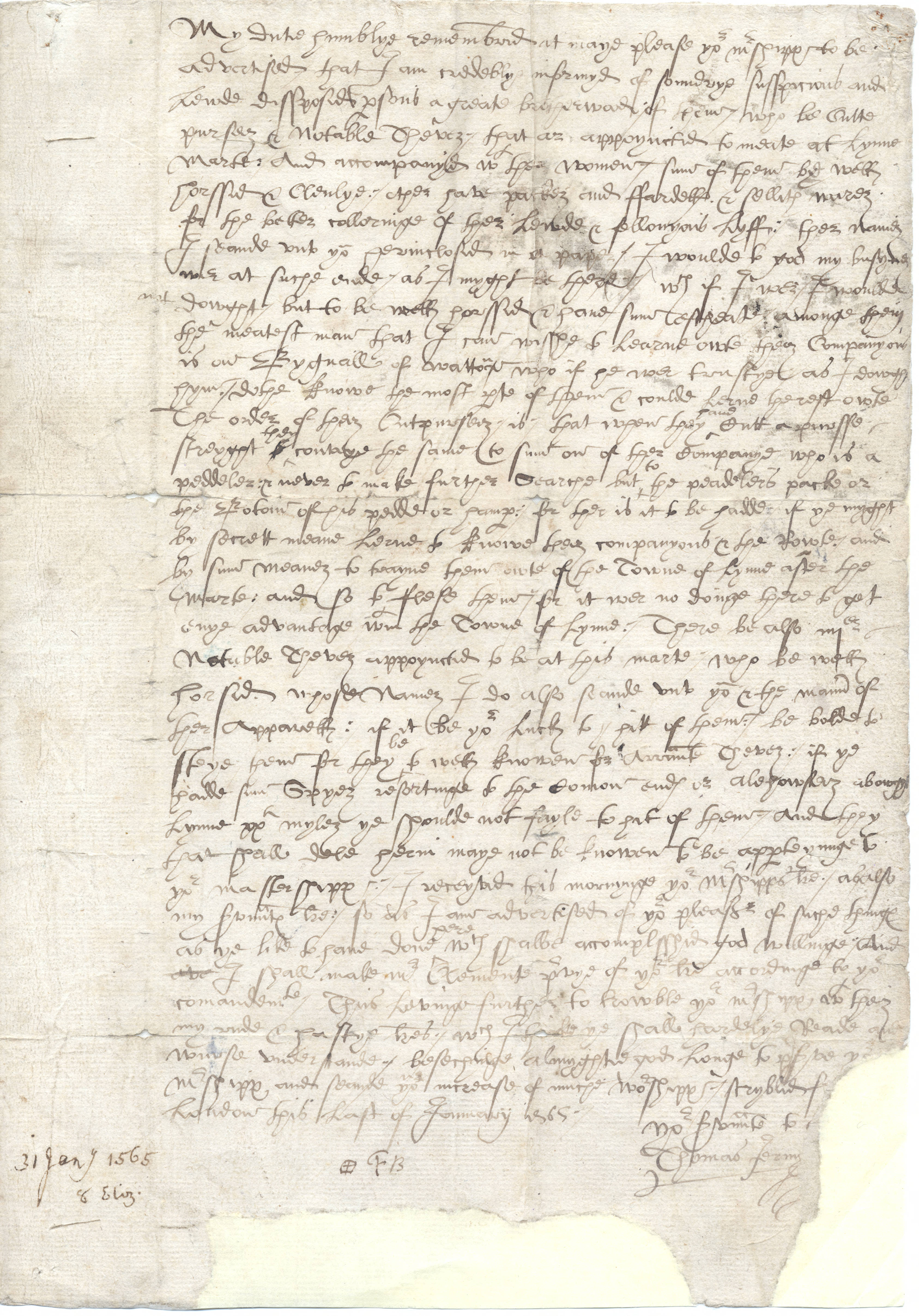
Lettre de Thomas Jermy envoyé à William Paston

Les lettres de Paston étaient écrites sur du papier qui est moins coûteux que le parchemin, mais qui est tout de même reconnu comme étant utilisé pour l’inscription de documents formels. Les feuilles de papiers utilisées étaient de format 430 mm par 290 mm et elles étaient ensuite coupées pour réduire la grosseur du document. Ce papier n’était pas toujours uniforme et il était fragile. L’écriture se faisait à travers le côté le plus court, par contre, « le message n’était, souvent, pas assez long pour atteindre une longueur égale avec la longueur du papier, la forme commune des lettres était rectangulaire ». Les lettres de Paston ne possédaient pas de structure, elles se constituaient principalement d’un texte continu sans paragraphe, avec plus ou moins de ponctuation et avec une utilisation de la majuscule non-fixe et exagérée. Lorsqu’elles étaient terminé, ces lettres étaient pliées pour former un petit paquet auquel l’auteur posait un scellant de cire et écrivait parfois son adresse à l’endos du paquet. La majorité des lettres n’étaient pas écrites par son auteur, par contre, pour certaines, une preuve écrite pouvait montrer que la personne qui a écrit la lettre était bel et bien l’auteur. On pouvait y retrouver des mentions comme : « avec la main de ton frère ». Les autres fois, les lettres étaient écrites par un « amanuensis », qui signifie en latin « employé de copie ». L’emploi d’un transcripteur était facilement remarquable dans les lettres de Margaret Paston. Les 104 lettres envoyées sont écrites par une grande variété de mains qui n'ont pas été la sienne.

## L'importance de ces lettres

### Au niveau littéraire
Le style d’écriture employé était beaucoup plus naturel que celui des romanciers quand ceux-ci tentaient d’imiter le style d’écriture familier. Les lettres sont souvent écrites d’un mélange d’anglais et de latin. Le latin employé est de mauvaise qualité et il est probablement employé comme moyen de secret. Ce style d’écriture montrait l’aisance d’écrire avec la plume, car en comparant des lettres anciennes, soit sous le règne de Richard II (1377-1399), aux lettres des Paston (1422-1509), une famille du même rang social n’aurait en aucun cas les capacités d’écrire de telles lettres. 
La datation des lettres est différente des standards utilisés aujourd’hui qui suit la datation Christiane. Il s'agissait plutôt d'une datation dépendant du règne du roi. Les lettres étaient souvent écrites avec pour nom celui de la fête les jours festifs et les lettres n’ayant pas de festivités attribué avaient souvent juste le nom du jour comme date. 

### Au niveau du contexte social
Les lettres de Paston sont un témoignage important de l’état progressif de la société. La première importance accordée est celle de la richesse historique importante de plusieurs événements historiques durant la fin du XIVe siècle jusqu'à la fin du XVe siècle. Ces événements portent sur l’histoire féodale, l’histoire sociale et l’histoire économique. On retrouve à travers des lettres de Paston, la transformation de l’organisation sociale, la féodalité qui s’éteint graduellement pour laisser la place au régime de la paysannerie, l’histoire de guerre des Deux-Roses et le règne du roi Henri VII. On voit aussi un tableau exact de la vie de la classe aisée du XVe siècle.

#### Les aspects sociaux découverts par les lettres de Paston
Les aspects sociaux découverts par les lettres de Paston font ressortir le thème récurrent de l’éducation en tant que moyen de monter dans l’échelle sociale. Cette ascension du juge William Paston a profité à ses descendants, qui n'auront cependant pas la même érudition. La majorité des lettres sont désormais dictées à des scribes ou des servants, même si la plupart des membres de la famille Paston savent écrire. Ils ne voyaient pas l’utilité d'écrire leurs propres lettres, par paresse ou par désintérêt. Leur manière de vivre est aussi répertoriée comme étant très différente de la nôtre. Les gens se levaient au lever du soleil pour pouvoir jouir de la journée au plus possible. Leur souper était à midi et l'après-midi servait de temps de repos. La vie domestique des Anglais au XVe siècle n’était pas affectueuse. Au contraire, elle était vue comme une corvée aux parents qui se devaient de porter tutelle sur leurs hérités[pas clair] et faire affaires avec les autres familles en organisant des mariages. Les chevaliers et les gentilshommes envoyaient leurs fils pour servir dans d’autres maisons de gentilhomme pour recevoir leur éducation et leur entraînement pour en apprendre sur le monde et combler la position à laquelle ils devaient se soumettre. Le même destin était prévu pour les filles, mais leur éducation n’était pas la même. Les filles étaient vues comme une charge de laquelle les parents voulaient se débarrasser pour qu’elles partent apprendre les bonnes manières et lorsqu’elles atteignaient l’âge du mariage, les parents pouvaient organiser le mariage et ainsi, les avoir hors de leurs mains.

### Culture littéraire des femmes

#### Margaret Paston
L’inclusion de la culture littéraire par les femmes est une des plusieurs importances auxquelles on accorde aux lettres de Paston. Plus précisément, « Ces réflexions ne concernent pas seulement les femmes les plus éminentes – reines et princesses – même si ces dernières sont souvent à l’honneur et considérées comme des modèles. Elles portent aussi sur les femmes de la gentry ». En effet, Margaret Paston (1423-1482), femme de John Paston (1421-1466), qui reconnaissait la valeur pratique de l’écriture et de la lecture sans elle-même posséder aucune capacité littéraire. Elle s’intéresse principalement aux lettres, d'où proviennent ces 104 lettres écrites, et aux autres types de lectures qui lui semblait utile à la vie de tous les jours.
Margaret Paston est probablement la personne la plus connue de la famille Paston. Sa popularité vient de ses lettres qu’elle écrivaient aux membres de sa famille et aux conflits auxquels elle a fait face. L’intérêt que développe Margaret Paston pour la culture de la littérature provient des conditions sous lesquelles son mari la place. Étudiant la loi et ayant l’habileté de former la réalité sous forme de documentation initia Margaret à cette culture[incompréhensible]. Puisque son mari devait souvent être parti pour des raisons professionnelles, elle écrivait et faisait la lecture de lettres qu’elle envoyait à son mari pour communiquer à distance. Au Moyen-Âge, les femmes n’étaient pas éduquées à la culture littéraire, contrairement aux hommes qui s'en servaient pour des raisons professionnelles. Les femmes interagissaient avec les textes d’une façon non systématique et non officielle. Pour être en mesure d’écrire et de lire des textes, Margaret devait d’utiliser l’aide de scribes pour écrire et de ses servants pour lire. Ce sont les exigences de la vie quotidienne qui conduisaient les femmes de la fin du Moyen-Âge à manipuler les textes écrits.
C’est donc avec son intérêt pour la culture littéraire et son mari qu’elle fut en mesure de gérer la propriété lorsqu’il était parti travailler à l’étranger. En effet, elle dût endurer plusieurs conflits. Le premier a eu lieu lorsque John Paston achète le manoir de Gresham et que Margaret emménage dedans. Alors que John était en voyage à Londres, les forces du seigneur Moleyns, en 1448, s'annoncent comme propriétaire du manoir et éjectent Margaret et ses hommes d’armes. Une autre situation comme celle-ci est arrivée durant la décennie de 1460 et c’est grâce à des lettres envoyées à son fils John qu’elle a pu appeler des renforts. Margaret Paston utilisa aussi les lettres comme méthode de résolution de problèmes familiaux.